# Memetyka
Memetyka (ang. memetics) – nauka badająca zarówno teoretycznie, jak i empirycznie, procesy replikacji memów, ich rozprzestrzenianie się i ewolucję. Memetyka jest paradygmatem ewolucji kulturowej zakładającym, że tak jak w ewolucji biologicznej jednostką doboru jest gen, tak w ewolucji kulturowej jednostką doboru jest mem, czyli najmniejsza jednostka informacji kulturowej.

## Historia memetyki
Termin meme został stworzony przez Richarda Dawkinsa w książce Samolubny gen wydanej w 1976 i zdefiniowany jako jednostka przekazu kulturowego lub jednostka naśladownictwa będąca replikatorem kulturowym analogicznym do replikatora w biologii, jakim jest gen. Koncepcja memu posłużyła mu jako uzupełnienie teorii samolubnego genu. Początkowo uwaga psychologów i socjologów próbujących rozwijać koncepcję memetyki skupiała się na aspekcie naśladownictwa, które w ramach tych nauk było wcześniej opisywane, a później zaczęto zwracać większą uwagę na aspekty neurobiologiczne i epidemiologiczne. Pojęcie memu nie jest pierwszym określającym najmniejszą jednostkę informacji kulturowej. Proponowane były także inne terminy, jak kulturgeny, socjogeny, mnemotypy, idene, i-kultura/m-kultura, a także typy kulturowe, idee i pojęcia . Dawkins wprowadzając w swojej pracy to pojęcie, użył go tylko jako analogii wobec pojęcia genu dla lepszego wytłumaczenia na czym polega dobór genowy. Dopiero w latach 90. XX wieku, dzięki pracom Richarda Brodiego Wirus umysłu i Susan Blackmore Maszyna memowa, koncepcja memu stała się popularna. W tej samej dekadzie na popularność paradygmatu wpływ miały internetowe listy dyskusyjne Virus i alt.memetics, subskrybowane przez kilkuset internautów, do których grona należeli m.in. Richard Brodie, Daniel Dennett i Marvin Minsky.

## Powiązania z innymi naukami
W memetyce zakłada się, że ewolucja kultury jest silnie związana z ewolucją biologiczną. Terminologia memetyki jest w znacznym stopniu stworzona poprzez przystosowanie terminów biologicznych (np.: zamiana gen na mem, a także: pula memowa, memotyp, inżynieria memetyczna, mempleks, socjotyp), ale samo pojęcie memu zaproponowane przez Dawkinsa powstało także z inspiracji filozoficznych. Memetyka korzysta też z dorobku innych nauk, przede wszystkim socjobiologii, psychologii ewolucyjnej, teorii gier, neurobiologii, biologii ewolucyjnej oraz nauk kognitywnych. Niektóre pojęcia bliskie są podejściu semiologii. Twórca socjobiologii Edward Wilson w pozycji Konsiliencja postuluje rozwój tej nauki poprzez zbliżenie jej do semiotyki, utożsamiając pojęcie memu z węzłem pamięci semantycznej.
Memetyka zakłada, że w przypadku ewolucji kulturowej, odmiennie niż w ewolucji biologicznej, dobór ma charakter nie darwinowski, a lamarckowski, tzn. że dziedziczone są cechy nabyte w procesie socjalizacji. Memy miałyby, inaczej niż geny, replikować się pośrednio, nie na drodze chemicznej zachodzącej w mózgu, lecz dzięki interakcjom możliwym poprzez sygnały dochodzące do posiadających narządy recepcyjne jednostek. Stanowisko takie odrzuca psycholog ewolucyjny Steven Pinker, stwierdzając, że mózg nie jest organem biernie przyswajającym i kopiującym informacje, ale filtrującym je zależnie od ewolucyjnych korzyści i ulepszającym produkt dzięki intelektualnemu wysiłkowi. Memetyka jest dla niego koncepcją bliższej epidemiologii niż ewolucyjnej teorii kultury. Jako przykłady replikacji memów bądź kompleksów memów (mempleksów) wskazuje się np. rozprzestrzeniające się ideologie, melodie używane przez niektóre gatunki ptaków, bądź sposoby noszenia czapki baseballowej. Według Brodiego najlepiej replikującymi się memami są te, które związane są z pożywieniem, seksem oraz bezpieczeństwem, ponieważ dostęp do pożywienia, rozmnażanie i unikanie śmierci są istotne z punktu widzenia ewolucji biologicznej. Memy, które miały największy wpływ na przeżycie i rozmnożenie się określa jako kryzys, przesłanie, problem, zagrożenie i sposobność. W podejściu Blackmore ostatecznym mempleksem jest jaźń, która zarazem według niej jest bytem iluzorycznym. Zarówno Blackmore, jak i Brodie postulują przeprogramowanie memetyczne, aby pozbyć się szkodliwych memów, które poprzez umysły jednostek realizują swoje, a nie ich interesy.

## Model ewolucji memów
Memetyka postuluje stosowanie metod analogicznych jak w genetyce populacyjnej na gruncie kultury. Za pomocą modeli matematycznych i symulacji komputerowych, opartych w szczególności na teorii gier, próbuje wyjaśnić takie kontrowersyjne tematy, jak istnienie religii, systemów politycznych, rozwój nauki, a niekiedy porusza problemy wychodzące zarówno poza proste analogie do zjawisk biologicznych, jak i poza nauki społeczne i wchodzące w zakres „ogólnej teorii replikatorów” np. problem wąskiego gardła wywołany memem radykalnej hierarchizacji, który niweluje się przede wszystkim egalitaryzmem naukowym czy społecznym.
Według Francisa Heylighena memetykę można określić jako dziedzinę próbującą stworzyć model ewolucji memów. Memy przechodzą procesy zmian (mutacji, rekombinacji) swojej wewnętrznej struktury. Różne wersje współzawodniczą o ograniczoną przestrzeń pamięciową dostępną w umysłach, a najlepiej dostosowane wersje wygrywają i rozprzestrzeniają. To rozszerzanie się może być przedstawione według matematycznego modelu, jednak w praktyce trudno jest dobrać odpowiednie wartości parametrów takiego modelu. Bardziej jakościowe podejście proponuje tworzenie kryteriów dopasowania memu w stosunku do innych memów, biorąc pod uwagę poszczególne stadia memetycznego cyklu życia. Tak jak w przypadku genów, nie jest konieczne, aby znać właściwy kod czy nawet wielkość i granice memu, aby mówić o jego dopasowaniu oraz przewidywać jego przyszłe rozprzestrzenianie się, przetrwanie lub wymarcie w populacji współzawodniczących memów. Niektóre hipotezy mogą być testowane, jak np. hipoteza o szybszym rozprzestrzenianiu się memów o mniejszej złożoności.

## Inżynieria memetyczna
W niektórych tekstach dotyczących memetyki, autorzy wskazują na możliwość bądź zagrożenie zastosowania inżynierii memetycznej. Pisząc o konieczności przeprogramowania umysłu, Richard Brodie zakładał, że może być to sposób na uniknięcie możliwej manipulacji ludźmi przez socjotechników. Według Mariusza Biedrzyckiego jest to utopią, a wobec braku sukcesów w inżynierii genetycznej mało prawdopodobne byłyby sukcesy osób chcących stosować inżynierię memetyczną. Susan Blackmore stwierdza, że rodzajem inżynierii memetycznej jest psychoterapia, ale bez memetycznych podstaw. Andrzej Stępnik, proponując definicję inżynierii memetycznej, kładzie nacisk na aspekt intencjonalnego skłaniania jednostek do określonych zachowań poprzez tworzenie memów i mempleksów oraz wprowadzanie ich do umysłów jednostek. Działania takie są powszechne w wielu obszarach kultury, m.in. w polityce, reklamie, edukacji, nauce i sztuce. Krytyka inżynierii memetycznej kojarzonej z działaniami nieetycznymi byłaby według niego zarazem godzeniem w działalność ocenianą pozytywnie.

## Krytyka memetyki
Zbyt swobodne analogie między memami i genami, w szczególności porównywanie memów do wirusów doprowadziło do braku dalszego rozwoju tej dyscypliny. Z czasem porzucili zajmowanie się nią wcześniejsi zwolennicy, m.in. biolog molekularny Derek Gatherer i redaktor Journal of Memetics Bruce Edmonds. Część przyrodników zajmujących się biologicznymi podstawami ewolucji kulturowej, swoje zainteresowania zaczęła realizować w paradygmacie badania systemów złożonych. Przy rezygnacji z nieuprawnionych analogii i połączeniu memetyki z cybernetyką oraz neurokognitywistyką mogłaby ona według Wojciecha Borkowskiego stanowić teorię kultury analogiczną do teorii ewolucji w biologii.
Jednym z częściej stawianych zarzutów jest kwestia braku wiedzy o tym, czym jest mem i jaka jest jego materialna postać. Zarzut ten jest odpierany w ten sposób, że również struktura genów i ich umiejscowienie nie było znane, gdy formułowano pierwsze koncepcje genetyki, a rozwój neurobiologii pozwala coraz więcej powiedzieć o tym, jak funkcjonuje mózg człowieka i innych ssaków. Innym zarzutem jest to, że łatwo jako mem ujmuje się skomplikowane struktury, takie słowa i znaczenia, których zdefiniowanie wymagałoby czasami dużej ilości stron. W ujęciu Adama McNamary nie ma w tym sprzeczności, ponieważ memom może odpowiadać dynamiczna struktura i nie musi być w pełni logiczna. Podobnie w przypadku genetyki, wraz z postępem badań biologicznych pojęcie genu zaczęło się rozmywać.
Daniel Dennett wskazuje na szereg innych zastrzeżeń wobec memetyki:
- wobec stosowanej analogii genetycznej nie można mówić o allelach i loci memów;
- brak nowych spostrzeżeń i wyjaśnień dotyczących kultury, brak możliwości wyjaśnień cech kulturowych dzięki memom;
- lamarckowski charakter ewolucji kulturowej nie pozwala wobec niej zastosować podejścia darwinowskiego;
- charakter przekazu treści kulturowych nie jest wierny i dyskretny (cyfrowy)[23].

Odnosząc się do tych zarzutów, Dennet broni podejścia memetycznego. Jako dyskretne i wiernie przekazywane jednostki informacji kulturowej wskazuje słowa, które według niego są strukturami informacyjnymi określającymi sposoby działania. Innymi strukturami mogą być ułożone na skalach dźwięki, czy „alfabet” tańca, na który składają się poszczególne ruchy. W odróżnieniu od transmisji genów przekaz kulturowy wymaga interpretacji i rozumienia, a nie tylko bezmyślnego powielania, które może także się zdarzać. Wariantywność (allele) może w kulturze występować w przypadku wymowy słów, ich znaczeń, a mutacja polegać mogą na zmianie jednego znaczenia (sposobu wymowy) w inne. Zwiększenie wierności przekazu treści możliwe było dzięki pojawieniu się druku i wraz z rozwojem danego elementu kulturowego ta wierność przekazu jest coraz większa. Jako błędny wskazuje zarzut o lamarckowskim charakterze ewolucji kulturowej, ponieważ w kulturze brak jest rozróżnienia na genotyp i fenotyp, a to było głównym powodem odrzucenia podejścia Lamarcka, zakładającego, że potomstwo może dziedziczyć cechy nabyte przez rodziców. Przez analogię, rodzicami, dzięki którym pojawiają się słowa w umysłach jednostek, są konkretne wypowiedzi. Inni autorzy dokonują jednak rozróżnienia na memy, będące odpowiednikami genów i socjotypy (memotypy, femotypy), będące ekspresjami memów i odpowiednikami fenotypów. Przed publikacją Samolubnego genu podobne stanowisko przedstawił F.T. Cloak, rozróżniając instrukcje i-kultury odnoszące się do procesów nerwowych w mózgu i m-kulturę odnoszącą się do materialnych artekfaktów, będących realizacją i-kultury . Zarzut o niemożliwości wyjaśniania cech kulturowych dzięki memom Dennet również określa jako błędny. Stwierdza, że także dzięki poznaniu samych genów nie można określić cech fenotypowych, nie uwzględniając danych dostępnych z innych specjalizacji biologii, takich jak etologia, embriologia, fizjologia bądź biologia molekularna. Jeżeli chodzi o kwestię braku nowego ujęcia wiedzy o kulturze, zauważa, że nowym podejściem jest możliwość opisywania rozprzestrzeniania się innowacji bez odnoszenia tego do procesów psychologicznych, w których wskazuje się na konieczność zauważania, uznawania i doceniania nowych rozwiązań, aby były one świadomie zaakceptowane w danej kulturze. Dokonywanie nowych odkryć i testowanie hipotez jest zadaniem trudnym w przypadku memetyki jako nauki w ramach paradygmatu ewolucyjnego, ponieważ aby móc określić adaptacyjne funkcje memów, należy wziąć pod uwagę w analizach dwa środowiska – biologiczne i kulturowe – w których pojawiały się określone efekty socjotypowe/femotypowe pozwalające na rozwiązywanie konkretnych problemów adaptacyjnych. Trudne są do zidentyfikowania okoliczności i ramy czasowe, w których takie efekty mogą się pojawiać, a następnie zmieniać w obu tych środowiskach. Problemy adaptacyjne rozważane powinny być też nie z punktu widzenia ich istotności tylko dla środowiska biologicznego (jak w przypadku psychologii ewolucyjnej), ale z punktu widzenia środowiska biologiczno-kulturowego.
Piotr Łaszczyca wskazuje na inne punkty krytyki koncepcji memetycznej, odnoszące się do braków:
- jednoznacznego powiązania memu z mechanizmami neurobiologicznymi;
- podejścia metodologicznego pozwalającego na pomiar charakterystyki memu, jego rozmiaru i behawioralnej metodyki pomiaru „idei”;
- spójności w definiowaniu memu w kontekście neurofizjologicznym;
- taksonomii memów i poprzez to granic ich zmienności;
- kodyfikacji powiązań między zjawiskami badanymi w ramach memetyki a innymi naukami, takimi jak neurobiologia, psychologia, socjologia bądź kulturoznawstwo[32].

## Memetyka w Polsce
Pierwsze publikacje książkowe z zakresu memetyki w języku polskim ukazały się w drugiej połowie lat 90. XX w.: tłumaczenie Wirusa umysłu Richarda Brodiego w roku 1997 i Genetyka kultury Mariusza Biedrzyckiego w roku 1998. Od połowy pierwszej dekady XXI w. odbywają się cykliczne Warsztaty Memetyczne organizowane przez Instytut Nauk o Kulturze i Studiów Interdyscyplinarnych UŚ, których rezultatem są kolejne numery czasopisma Teksty z Ulicy z podtytułem Zeszyt Memetyczny wydawanego przez Uniwersytet Śląski w Katowicach. Późniejsze publikacje zwarte polskich autorów to Moc narrativum Dobrosławy Wężowicz-Ziółkowskiej  i Siedem bram memetyki Roberta Borocha . Artykuły w innych czasopismach lub monografiach pojawiają się incydentalnie i dotyczą tematyki m.in. z zakresu globalizacji , kultury masowej  bądź badań nad kulturami tradycyjnymi .